# Overgangsboog

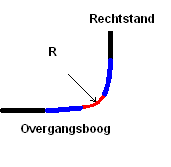
Een bocht bestaat uit een cirkelboog en twee overgangsbogen (in blauw)

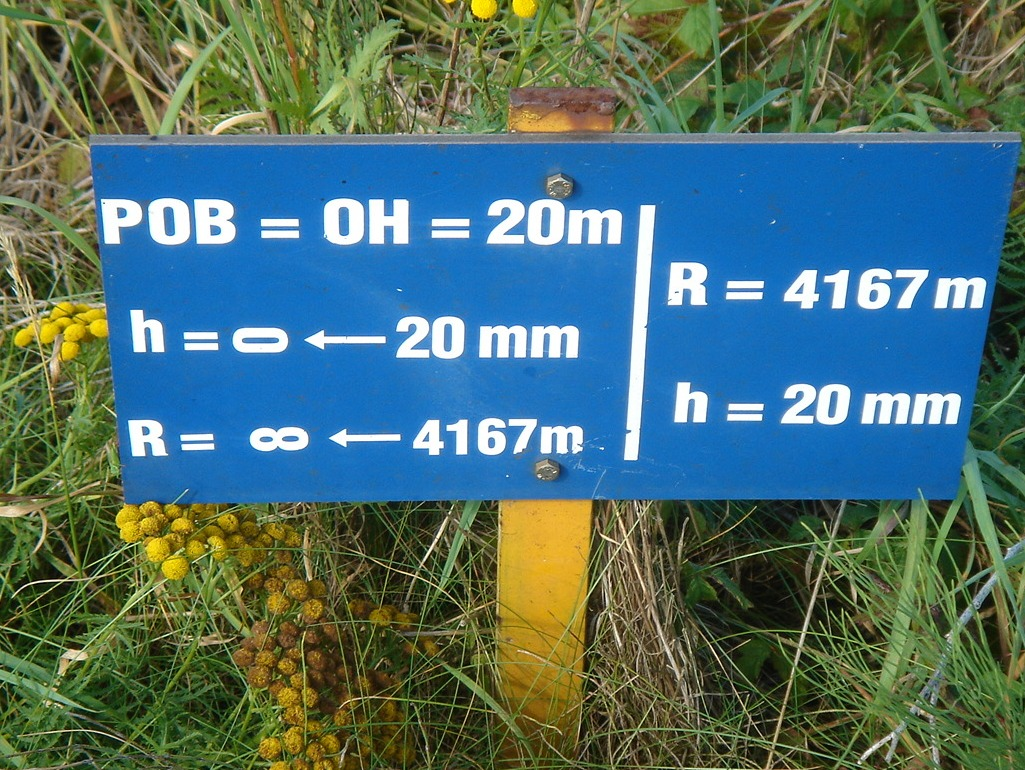
Een bordje naast de spoorlijn tussen Brugge en Gent geeft aan waar de cirkel overgaat in de parabolische overgangsboog

Een overgangsboog is de geleidelijke overgang tussen een rechtstand en een cirkelboog of tussen twee bogen met een verschillende straal R in het (horizontaal) alignement van een weg of spoorweg. Door de kromming van de weg of spoorweg geleidelijk toe- of af te laten nemen, wordt een plotselinge toe- of afname van de zijdelingse versnelling vermeden. Een nevenfunctie van de overgangsboog is om de verkanting van de weg geleidelijk te kunnen aanpassen, waarbij de gewenste verkanting weer afhankelijk is van de boogstraal (en de ontwerpsnelheid).
Zowel voor wegen als spoorwegen geldt over het algemeen dat een overgangsboog enkel hoeft te worden toegepast tussen een rechtstand en een (ruime) boog, indien ook de verkanting verandert. Hoe ruim de betreffende boog moet zijn hangt samen met de ontwerpsnelheid. Zo hoeft volgens het Nederlandse Handboek Wegontwerp een boog met een straal vanaf 2000 meter in een stroomweg niet te worden ingeleid met een overgangsboog, terwijl bij een ontwerpsnelheid van 50 km/uur een boog met een straal vanaf 300 meter reeds geen overgangsboog meer behoeft .
Een overgangsboog kan in principe ook worden toegepast als overgang in het verticaal alignement, bijvoorbeeld tussen een helling en een topboog. Toepassing van overgangsbogen in het verticaal alignement is echter (althans in Europa) niet gebruikelijk.
Als overgangsboog (in het horizontaal alignement) wordt in Europa meestal de clothoïde-vorm gebruikt voor zowel wegen als spoorwegen. Het gebruik van de kubische parabool als benadering van de clothoïde-vorm is inmiddels in onbruik geraakt. In Aziatische landen gebruikt men eerder de Lemniscaat van Bernoulli. De Belgische spoorwegen gebruiken parabolische overgangsbogen (POB).
boog ·
booglengte ·
boogstraal ·
clothoïde ·
overgangsboog ·
straal